# مركز الإسعاف الجوي الأردني
تأسس مركز الإسعاف الجوي الأردني في عام 2015 بتوجيه ملكي. وقد أُنشئ المركز لتقديم خدمات نقل المرضى المتخصصة، وعمليات الإنقاذ، والإسعاف الجوي. وجاء تأسيسه خصيصًا لتسهيل نقل الجرحى من المناطق النائية في الأردن إلى المراكز الطبية، كما يمكنه أيضًا خدمة الأشخاص في الدول المجاورة. تبرع الملك عبد الله الثاني بطائرتي هليكوبتر مجهزتين بالكامل لصالح المركز، بالإضافة إلى تمويل لتشغيلهما وصيانتهما لمدة عامين. وبجانب الطائرات، يمتلك المركز مقرًا تشغيليًا وطاقمًا متخصصًا.

## تاريخ
تشكّلت لجنة في عام 2014 بهدف العمل على إنشاء المركز، وعُقدت عدة اجتماعات بهذا الشأن، ترأس الملك عبد الله الثاني بعضها بنفسه. وقد تم التأكيد على أن إنشاء هذا المركز من شأنه أن يعزز تنافسية قطاع الرعاية الصحية في الأردن، مما دفع الحكومة إلى تسريع وتيرة العمل بهدف تشغيل المركز قبل نهاية عام 2015. كما قام المركز بوضع معايير خاصة لبناء مهابط الطائرات العمودية وأرسلها إلى المستشفيات. صُمم شعار المركز من قبل أحمد نزيه شقور.
في 4 أكتوبر 2015، أتمّ المركز أولى عملياته بنجاح، حيث تم إجلاء سائح روسي كان يعاني من ارتفاع شديد في ضغط الدم الشرياني نتيجة نزيف دماغي، وذلك في مدينة العقبة الواقعة في أقصى جنوب الأردن. وقد نُقل إلى عمّان لإجراء عملية متقدمة لا تتوفر في مستشفيات العقبة.

## المهام
تعمل خدمة الإسعاف الجوي بنقل المرضى إلى مستشفيات متخصصة في عمّان تتوفر فيها مهابط للطائرات العمودية، وتشمل هذه المستشفيات: مدينة الحسين الطبية، ومستشفى حمزة، والمستشفى التخصصي، ومستشفى الأردن.